# Robert Llanos
Robert Anthony Llanos (ur. 2 lutego 1958 w Port-of-Spain) – duchowny katolicki z Trynidad i Tobago, w latach 2013–2018 biskup pomocniczy Port-of-Spain, biskup Saint John’s – Basseterre od 2018.

## Życiorys

### Prezbiterat
Święcenia kapłańskie otrzymał 23 czerwca 1991 i został inkardynowany do archidiecezji Port-of-Spain. Przez kilka lat pracował duszpastersko, zaś w latach 2000-2002 studiował w Stanach Zjednoczonych. Po powrocie do kraju objął funkcję wykładowcy i wicerektora regionalnego seminarium, a w 2011 został przeniesiony na stanowisko wikariusza generalnego archidiecezji.

### Episkopat
13 lipca 2013 papież Franciszek mianował go biskupem pomocniczym archidiecezji Port-of-Spain, ze stolicą tytularną Casae Nigrae. Skary biskupiej udzielił mu 14 września 2013 metropolita Port-of-Spain – arcybiskup Joseph Harris.
18 grudnia 2018 został mianowany biskupem ordynariuszem diecezji Saint John’s – Basseterre obejmującej swoim zasięgiem: Antiguę i Barbudę, St. Kitts i Nevis, Montserrat, Anguillę, Tortolę, Anegadę.